# Mastigamoebidae
Famille
Les Mastigamoebidae sont une famille d'amibes de l’ordre des Mastigamoebida (classe des Archamoebea).

## Étymologie
Le nom de la famille vient du genre type Mastigamoeba, dérivé du grec moderne μαστιγ / mastig « fouet », et ἀμοιβή / amoibè « changement », littéralement « amibe à fouet », en référence au long cil situé à son extrémité antérieure.

## Description
L'espèce type Mastigamoeba aspera a « (au repos) un corps hémisphérique ou ovale ; pendant la locomotion, ovale ou piriforme. Elle possède un cil mobile situé à l'extrémité antérieure, morphologiquement étroitement connecté au noyau ; généralement avec un uroïde bulbeux ; de nombreux pseudopodes hyalins coniques ou en forme de doigt. Sa surface externe est généralement habitée par de nombreuses bactéries ectobiotiques en forme de bâtonnet. Son noyau est vésiculaire avec un gros nucléole sphérique central. Ses dimensions sont de 50 à 250 µm de long sur environ 50 à 100 µm de large. Ses cils ont une longueur d'environ 100 µm. »

## Habitat
L'espèce type Mastigamoeba aspera vit dans les eaux limoneuses des étangs et des fossés. On l'a également trouvée dans des eaux saumâtres.

## Liste des genres
Selon IRMNG (10 février 2025) :
- Mastigamoeba (en) Schulze, 1875 : genre type
  - Espèce type : Mastigamoeba aspera Schulze, 1875
- Mastigina Frenzel, 1892

Selon GBIF (18 février 2025) :
- Dimastigamoeba Blochmann, 1894
- Diplomastigamoeba J.Massart, 1901
- Gordymonas B.Skvortzov & Noda, 1968
- Limulina Frenzel, 1892
- Mastigella Frenzel, 1897
- Mastigina Frenzel, 1897
- Micromastix Frenzel, 1892
- Proctormonas B.Skvortzov & Noda, 1968
- Prowsemonas B.Skvortzov & Noda, 1968
- Stigmobodo B.Skvortzov & Noda, 1968

## Systématique
Le nom valide de ce taxon est Mastigamoebidae Goldschmidt, 1907.
Mastigamoebidae a pour synonyme :
- Mastigamoebaceae